# 參議院 (大韓民國)
参议院（韓語：참의원）是大韓民國已廢除之上議院，第二共和国正式成立，5.16軍事政變後並解散，其后一直保持约九个月，直至第三共和国成立。韩国第二共和国采取了两院制，组成下议院民议院和参议院。参议院由在1952年修订的《韓國憲法》規定。

## 特徵
- 對選擧區制和制限連記名投票
- 第二共和國憲法規定任期：民議院議員四年, 參議院議員六年。（參議院是三年後定數二分之一爲改選）
- 被選擧年齡：民議院之被選擧挽25歲以上, 參議院之被選擧挽30歲以上。
- 解散和廢會：參議院內閣制寀澤在民議院解散制度，民議院解散時選擧日（解散後20日至30日間舉行選舉，緊急時國務總理要求集會）

## 機能
- 民議院之上程案件審議。
- 確認任命大法院长、检察总长、審計院長、大使、公使、宪法法院法官之一分之三，法律指定公務員認竣權。（第三共和後改由國會行使同意權）

## 歷代議長
1. 白樂濬（朝鲜语：백낙준）：1960年8月8日－1961年5月16日